# Iglesia Parroquial de San Pablo (Malden, Massachusetts)
La iglesia parroquial de San Pablo es una iglesia episcopal histórica neogótica, diseñada por el arquitecto Ralph Adams Cram. Está situada en el 26 de la calle Washington en Malden, Massachusetts y fue construida en 1913. El edificio actual sustituyó un edificio anterior de 1871, que ahora se usa como casa parroquial. La iglesia fue incluida en el Registro Nacional de Lugares Históricos en 2001. Su ministro actual es el reverendo John Clarke.

## Descripción e historia
La iglesia parroquial de San Pablo está ubicada en la esquina suroeste de las calles Washington y Florence, al oeste del distrito de negocios de la calle principal de Malden, al sur de una zona residencial. Es una edificación de planta rectangular y dos plantas, construida en piedra de granito de sillería en estilo neogótico. Su entrada principal está ubicada al norte, hacia la calle Florence, enmarcada en una abertura de arco gótico, por encima de la cual hay un par ventanas góticas. Las ventanas góticas más pequeñas se elevan a ambos lados de la entrada, con los contrafuertes en el borde exterior de la fachada.
El edificio fue diseñado por el destacado promotor neogótico, Ralph Adams Cram, y fue terminado en 1913. Algunas de las vidrieras de la iglesia fueron creadas por el famoso estudio vidriero de Wilbur Herbert Burnham, un colaborador frecuente de Cram. La congregación para la que fue construida fue fundada en 1861 y fue formalmente organizada en 1867. Se reunió por primera vez en una serie de salas del área, y su primera iglesia fue construida en un lote adyacente en 1872. El crecimiento de la congregación provocó la necesidad de una edificación mayor, dando como resultado la construcción del edificio actual.